# Maechidius serratus
Maechidius serratus är en skalbaggsart som beskrevs av Britton 1957. Maechidius serratus ingår i släktet Maechidius och familjen Melolonthidae. Inga underarter finns listade i Catalogue of Life.